# Nuova Famiglia
La Nuova Famiglia (en français : Nouvelle Famille) était une organisation criminelle italienne de la Camorra affiliée à la Mafia Sicilienne créée à la fin des années 1970 pour faire face la Nuova Camorra Organizzata de Raffaele Cutolo.

## Histoire
La Nuova Famiglia a été créée le 8 décembre 1978, pour s'opposer à la montée en puissance de la Nuova Camorra Organizzata créée par Raffaele Cutolo. 
La confédération comprenait : Michele Zaza, un puissant patron de Camorra affilié à Cosa Nostra, le clan Gionta de Torre Annunziata, le clan Nuvoletta de Marano, un puissant clan Camorra également affilié à Cosa nostra et lié aux Corleonesi, le clan D'Alessandro de Castellammare di Stabia, le clan Alfieri de Nola, dirigé par Carmine Alfieri, le clan Galasso de Poggiomarino, dirigé par Pasquale Galasso, le clan Giuliano dirigé par Luigi Giuliano, le clan Vollaro de Portici, le clan Casalesi, dirigé par Antonio Bardellino de San Cipriano d'Aversa également liée à Cosa Nostra et au clan Ammaturo de Castellammare di Stabia.

## La guerre contre Cutolo
La guerre qui a éclaté entre la Nuova Camorra Organizzata et la Nuova Famiglia a fait un grand nombre de victimes déclenchant l'alerte de la police italiennes et poussant Cosa Nostra à accepter un accord entre les deux clans en guerre mais en favorisant la Nuova Famiglia. 
Alfieri par vengeance pour le meurtre de ses frères pendant la guerre, avait déjà décidé d'éliminer les principaux dirigeants des clans opposés. En avril 1982, Alfonso Ferrara Rosanova est assassiné, puis Vincenzo Casillo est tué par l'explosion d'une bombe déposée sous sa voiture en janvier 1983 par un allié d'Alfieri, Pasquale Galasso. Raffaele Cutolo ayant perdu deux alliés, sa puissance diminue considérablement et les gangs concernés par la nouvelle donne se sont alliés avec Alfieri.
L'élimination des chefs de la  Nuova Camorra Organizzata a non seulement marqué la fin de l'association, mais aussi la montée de Carmine Alfieri et de la « NF » désormais sans opposition. Cette chaîne de tueries, dont celle du fils de Cutolo, Roberto Cutolo âgé de 25 ans, abattu par des membres du clan Fabbrocino le 20 décembre 1990 et l'incarcération de bon nombre de ses membres, a mis fin à la Nuova Camorra Organizzata.

## Guerre interne
Après la défaite de Cutolo, la guerre éclate au sein de la coalition NF, notamment fin 1983 entre le clan Nuvoletta de Marano et Antonio Bardellino, avec Carmine Alfieri du côté du  clan Casalesi de Bardellino. La guerre culmine avec le meurtre de Ciro Nuvoletta et le massacre de Torre Annunziata en août 1984, qui a fait 8 morts et 24 blessés parmi le clan Gionta allié à Nuvoletta. Après ces deux faits, l'équilibre des pouvoirs s'est déplacé en faveur d'Alfieri et de Bardellino. Et pour arriver à la paix avec Alfieri-Bardellino, les Nuvoletta devaient arrêter son allié Valentino Gionta, cette déclaration a été faite par le jeune journaliste Giancarlo Siani qu'il a été tué pour cette affirmation.

## La fin
Le 26 mai 1988, Antonio Bardellino est assassiné par son bras droit, Mario Iovine dans sa maison brésilienne à Búzios, une station balnéaire de l'État de Rio de Janeiro, dans le cadre d'une querelle interne au sein du clan Casalesi.
En 1992, Pasquale Galasso a décidé de collaborer avec la justice, devenant le pentito le plus important de l'organisation Camorra. Carmine Alfieri arrêté à la suite de Galasso, décide aussi de collaborer avec la justice.
Lorenzo Nuvoletta, en raison d'une maladie grave, après une condamnation à une peine de prison, a été assigné à résidence. Il est mort le 7 avril 1994 d'un cancer du foie, marquant la fin de la Nuova Famiglia.

## Leadership historique

### Chefs
- 1978-1985 - Antonio Bardellino, Michele Zaza, Lorenzo Nuvoletta, Carmine Alfieri
- 1985-1988 - Antonio Bardellino (assassiné)
- 1988-1994 - Lorenzo Nuvoletta